# Wielka Brytania na Letnich Igrzyskach Olimpijskich 2008
Wielką Brytanię na Letnich Igrzyskach Olimpijskich 2008 reprezentowało 311 sportowców – 168 mężczyzn i 143 kobiety w 20 dyscyplinach.
Był to 26. start reprezentacji Wielkiej Brytanii na letnich igrzyskach olimpijskich. 47 zdobytych medali było najlepszym wynikiem Wielkiej Brytanii na letnich igrzyskach olimpijskich od 1908 roku.

## Zdobyte medale
| Medal  | Zawodnik | Dyscyplina sportowa  | Konkurencja                                               |
| ------ | --- | -------------------- | --------------------------------------------------------- |
| Złoto  | Nicole Cooke | Kolarstwo            | kolarstwo szosowe wyścig ze startu wspólnego kobiet       |
| Złoto  | Rebecca Adlington | Pływanie             | 400 m stylem dowolnym kobiet                              |
| Złoto  | Chris Hoy Jason Kenny Jamie Staff | Kolarstwo            | kolarstwo torowe sprint drużynowo mężczyzn                |
| Złoto  | Rebecca Adlington | Pływanie             | 800 m stylem dowolnym kobiet                              |
| Złoto  | Tom James Andrew Triggs Hodge Pete Reed Steve Williams                                                                                     | Wioślarstwo          | czwórka bez sternika mężczyzn                             |
| Złoto  | Bradley Wiggins | Kolarstwo            | kolarstwo torowe wyścig na dochodzenie mężczyzn           |
| Złoto  | Chris Hoy | Kolarstwo            | kolarstwo torowe keirin mężczyzn                          |
| Złoto  | Sarah Ayton Sarah Webb Pippa Wilson | Żeglarstwo           | klasa Yngling kobiet                                      |
| Złoto  | Mark Hunter Zac Purchase | Wioślarstwo          | dwójka podwójna wagi lekkiej mężczyzn                     |
| Złoto  | Ben Ainslie | Żeglarstwo           | klasa Finn mężczyzn                                       |
| Złoto  | Rebecca Romero | Kolarstwo            | kolarstwo torowe wyścig na dochodzenie kobiet             |
| Złoto  | Ed Clancy Paul Manning Geraint Thomas Bradley Wiggins                                                                                      | Kolarstwo            | kolarstwo torowe wyścig na dochodzenie drużynowo mężczyzn |
| Złoto  | Paul Goodison | Żeglarstwo           | klasa Laser mężczyzn                                      |
| Złoto  | Victoria Pendleton | Kolarstwo            | kolarstwo torowe sprint kobiet                            |
| Złoto  | Chris Hoy | Kolarstwo            | kolarstwo torowe sprint mężczyzn                          |
| Złoto  | Christine Ohuruogu | Lekkoatletyka        | bieg na 400 m kobiet                                      |
| Złoto  | Iain Percy Andrew Simpson | Żeglarstwo           | klasa Star mężczyzn                                       |
| Złoto  | Tim Brabants | Kajakarstwo          | K-1 1000 m mężczyzn                                       |
| Złoto  | James DeGale | Boks                 | waga średnia (do 75 kg) mężczyzn                          |
| Srebro | David Florence | Kajakarstwo          | kajakarstwo górskie C-1 mężczyzn                          |
| Srebro | Emma Pooley | Kolarstwo            | kolarstwo szosowe jazda indywidualna na czas kobiet       |
| Srebro | Ross Edgar | Kolarstwo            | kolarstwo torowe keirin mężczyzn                          |
| Srebro | Debbie Flood Katherine Grainger Frances Houghton Annie Vernon                                                                              | Wioślarstwo          | czwórka podwójna kobiet                                   |
| Srebro | Wendy Houvenaghel | Kolarstwo            | kolarstwo torowe wyścig na dochodzenie kobiet             |
| Srebro | Richard Egington Alastair Heathcote Matthew Langridge Tom Lucy Acer Nethercott (sternik) Alex Partridge Colin Smith Tom Stallard Josh West | Wioślarstwo          | ósemka mężczyzn                                           |
| Srebro | Jonathan Glanfield Nick Rogers | Żeglarstwo           | klasa 470 mężczyzn                                        |
| Srebro | Jason Kenny | Kolarstwo            | kolarstwo torowe sprint mężczyzn                          |
| Srebro | Germaine Mason | Lekkoatletyka        | skok wzwyż mężczyzn                                       |
| Srebro | Keri-Anne Payne | Pływanie             | 10 km stylem dowolnym kobiet                              |
| Srebro | David Davies | Pływanie             | 10 km stylem dowolnym mężczyzn                            |
| Srebro | Phillips Idowu | Lekkoatletyka        | trójskok mężczyzn                                         |
| Srebro | Heather Fell | Pięciobój nowoczesny | kobiet                                                    |
| Brąz   | Joanne Jackson | Pływanie             | 400 m stylem dowolnym kobiet                              |
| Brąz   | Tina Cook Daisy Dick William Fox-Pitt Sharon Hunt Mary King                                                                                | Jeździectwo          | Wszechstronny Konkurs Konia Wierzchowego drużynowo        |
| Brąz   | Tina Cook | Jeździectwo          | Wszechstronny Konkurs Konia Wierzchowego indywidualnie    |
| Brąz   | Anna Bebington Elise Laverick | Wioślarstwo          | dwójka podwójna kobiet                                    |
| Brąz   | Stephen Rowbotham Matthew Wells | Wioślarstwo          | dwójka podwójna mężczyzn                                  |
| Brąz   | Chris Newton | Kolarstwo            | kolarstwo torowe wyścig punktowy mężczyzn                 |
| Brąz   | Steven Burke | Kolarstwo            | kolarstwo torowe wyścig na dochodzenie mężczyzn           |
| Brąz   | Louis Smith | Gimnastyka           | ćwiczenia na koniu z łękami mężczyzn                      |
| Brąz   | Cassandra Patten | Pływanie             | 10 km stylem dowolnym kobiet                              |
| Brąz   | Bryony Shaw | Żeglarstwo           | windsurfing kobiet                                        |
| Brąz   | Tasha Danvers | Lekkoatletyka        | bieg na 400 m przez płotki kobiet                         |
| Brąz   | Tony Jeffries | Boks                 | waga półciężka (do 81 kg) mężczyzn                        |
| Brąz   | David Price | Boks                 | waga superciężka (powyżej 91 kg) mężczyzn                 |
| Brąz   | Tim Brabants | Kajakarstwo          | K-1 500 m mężczyzn                                        |
| Brąz   | Sarah Stevenson | Taekwondo            | powyżej 67 kg kobiet                                      |